# 白洲文平

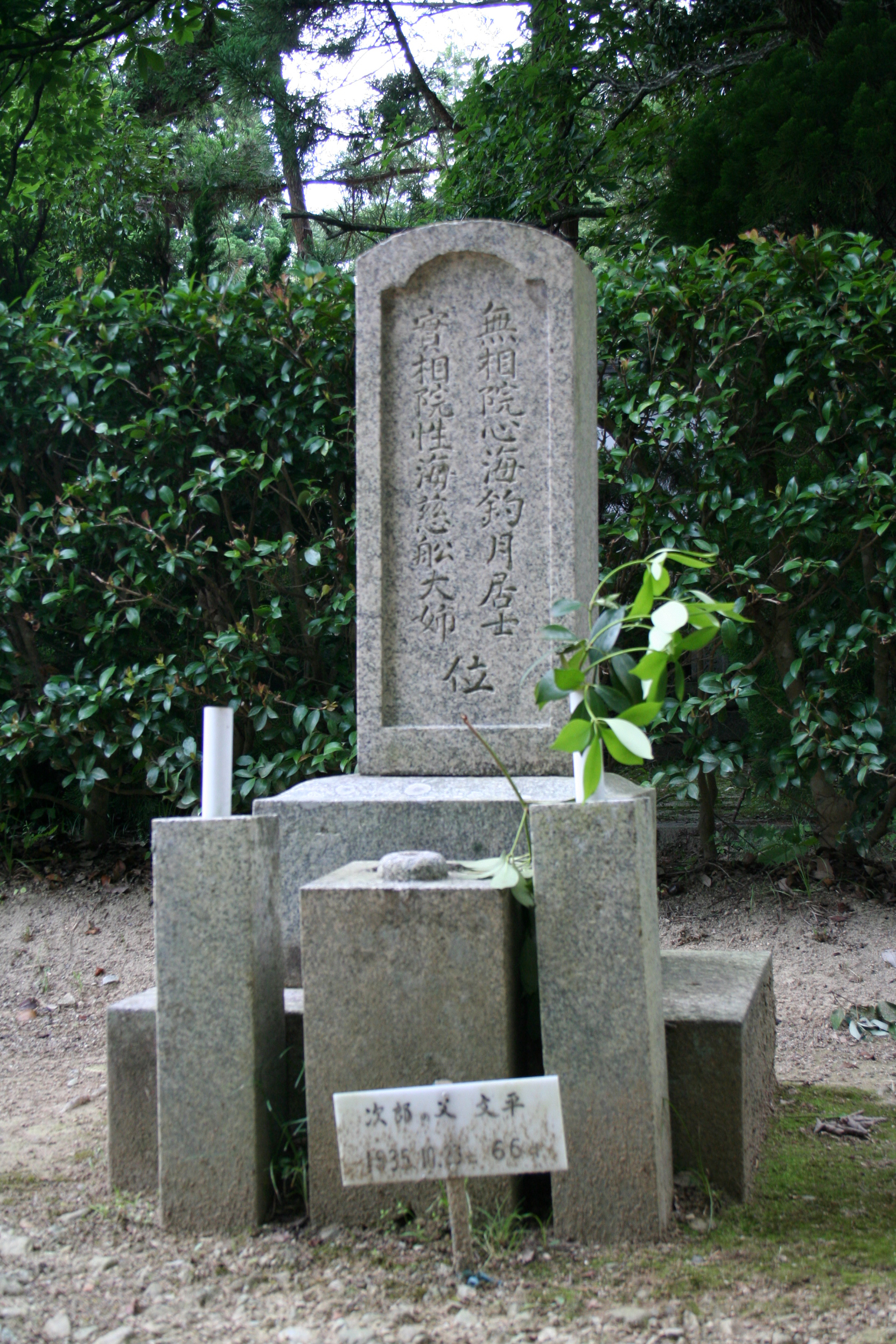
兵庫県三田市心月院にある白洲文平夫妻の墓。

白洲 文平（しらす ふみひら、1869年（明治2年） - 1935年（昭和10年）10月23日）は日本の実業家である。

## 略歴
現在の兵庫県三田市に生まれた。父は白洲退蔵、子に白洲次郎、孫に牧山桂子がいる。
幼少期よりアメリカ人の家庭教師にも学び、1882年（明治15年）にバラの築地大学校に入塾。築地大学校卒業後、ハーバード大学、ボン大学に留学。このときの留学仲間に、近衛篤麿や新渡戸稲造、樺山愛輔らがいた。帰国後は三井銀行や大阪紡績に勤めるが中途で退社。
その後、兵庫県神戸市中央区栄町に貿易会社白洲商店を創業し綿貿易により発展して巨万の富を築いた。豪放ながら傲慢な性格で、周囲からは『白洲将軍』と畏れられた。建築が趣味で多くの邸宅を次々に建て、それらは『白洲屋敷』と呼ばれた。兵庫県川辺郡伊丹町北村（現在の伊丹市春日丘）に建築した邸宅は4万坪の敷地にコロー、モネ、マティス、ピカソなどの作品を収めた美術館や煉瓦造の給水塔などを備えたものだったという。
白洲商店は1928年（昭和3年）に昭和金融恐慌により倒産。その後は阿蘇山麓の大分県竹田市荻町に洋館を建てて移り住み、その地で死去した。享年67（満65-66歳没）。
なお、現在、名前は「ふみひら」として広まっているが、史料には「Mr B.P. Shirasu」と見えるものもあるようであり、「ぶんぺい」であった可能性が高い。